# گچی (شیراز)
روستای گچی (شیراز)، روستایی از توابع بخش مرکزی شهرستان شیراز در استان فارس ایران است.

## جمعیت
این روستا در دهستان قره باغ قرار دارد و براساس سرشماری مرکز آمار ایران در سال ۱۳۸۵، جمعیت آن ۲٬۲۲۶ نفر (۵۳۲خانوار) بوده‌است.(که احتمالا طبق سرشماری‌ جدید به ۵ُ۰۰۰ نفر افزایش یافته باشد.)